# James Clark
Sir James Clark (Cullen, 14 dicembre 1788 – Bagshot Park, 29 giugno 1870) è stato un medico scozzese.
Si distinse per il notevole interesse circa la meteorologia e gli effetti del clima sulla salute umana, oltre che per il suo incarico di medico ordinario presso la corte inglese tra il 1837 e il 1860 durante il regno della Regina Vittoria.

## Biografia

### Gli anni della formazione
Clark nacque a Cullen, nel Banffshire (contea tradizionale situata nel nord-est della Scozia). Figlio di un fattore, ricevette un'istruzione classica nel villaggio di Fordyce e, intenzionato ad intraprendere gli studi giuridici, si iscrisse all'Università di Aberdeen dove conseguì il Master of Arts, un titolo di studio di quarto livello offerto dalle antiche università scozzesi. Tuttavia, stanco di dirimere questioni di poco conto, decise repentinamente, all'età di venticinque anni, di abbandonare la giurisprudenza e di studiare medicina presso l'Università di Edimburgo.
Nel 1809 divenne membro del Royal College of Surgeons of Edinburgh e cominciò a prestare servizio nella Royal Navy, guadagnandosi un posto nel Royal Hospital Haslar, in Hampshire.
Un anno più tardi, nel luglio del 1810, fu promosso assistente chirurgo a bordo della nave HMS Thistle. Qui ebbe modo di coltivare la sua insolita passione per la meteorologia: misurava la temperatura dell'oceano, studiava l'altitudine, i venti e i vapori, ipotizzando in che modo essi avrebbero potuto interagire con il corpo umano.
La battaglia di Trafalgar si era ormai conclusa da cinque anni e il medico di bordo, lontano dagli orrori delle mutilazioni, svolgeva un ruolo meramente rappresentativo, dispensando norme igieniche e trattando qualche raro caso di febbre tifoide.  Nonostante avesse perso l'occasione di essere ingaggiato in spedizioni più importanti, il giovane Clark contribuì ad approfondire le conoscenze sul Passaggio a Nord-Ovest e non perse l'opportunità di immergere il suo termometro nella Corrente del Golfo, sempre più convinto che il clima fosse un determinante fattore terapeutico.
Nel 1811 la HMS Thistle naufragò a sud del Sandy Hook in New Jersey; Clark, sopravvissuto per miracolo, fece ritorno in Gran Bretagna dove fu promosso chirurgo. La sua avventura continuò a bordo della HMS Colobrée (la quale ebbe egual destino della HMS Thistle), della Chesapeake e infine della Maidstone. Quando quest'ultima spedizione fu cancellata il giovane medico, vedendosi decurtata la paga, decise, all'età di ventisette anni, di tornare sulla terraferma e di prestare servizio civile ad Edimburgo.
Due anni dopo si trasferì a Londra, dove conseguì la laurea in medicina il 1º agosto 1817, discutendo la tesi Dissertatio medico-physiologica inauguralis: de frigoris effectibus in corpum vivum. Il tono profetico ed innovativo delle sue osservazioni costruì solo la base della notorietà che avrebbe acquisito negli anni.

### L'ascesa
Nel 1818 il dottor Clark si offrì di accompagnare un paziente affetto da consunzione allo stato avanzato in Italia: ebbe così modo di visitare città quali Parigi, Marsiglia, Hyères, Nizza, Firenze in autunno e inverno, Losanna in estate. Analizzando la composizione del suolo sotto i suoi piedi ed esaminando la concentrazione salina del sudore sulla sua fronte durante le varie tappe del viaggio, raccolse una serie di dati geografici e meteorologici che gli permisero di studiare l'influenza delle condizioni climatiche sulla tisi e su altre malattie. La registrazione di questi dati gli permise di stilare una lista ben ponderata delle località a lui note, con rispettive potenzialità terapeutiche in funzione della sintomatologia del paziente. Ne trasse che alcuni luoghi manifestavano un evidente potere curativo.
Nel 1819 si stabilì a Roma - all'epoca una delle località più ambite dagli aristocratici inglesi - e vi rimase per sette anni. In breve tempo il suo studio in Piazza di Spagna divenne una meta irrinunciabile per i turisti che giungevano all'Urbe dopo le guerre del primo Ottocento, procurandogli un'alta reputazione e un notevole successo economico. Nel 1820 pubblicò il saggio Medical Notes on Climate, Diseases, Hospitals and Medical Schools in France, Italy, and Switzerland, Comprising an Inquiry into the Effects of a Residence in the South of Europe in Case of Pulmonary Consumption and illustrating the present state of medicine in those countries. Nel settembre dello stesso anno sposò Barbara Stephen, figlia del reverendo John Stephen, affettuosamente soprannominata "Minnie", da cui ebbe un figlio nel luglio dell'anno successivo.
Circa l'efficacia delle sue cure, le testimonianze sono poche ma rilevanti: uno dei suoi più celebri pazienti fu il giovane poeta inglese John Keats, giunto a Roma nel 1820 e affetto anch'egli da consunzione. Clark concluse che la sua malattia fosse causata dallo stress e risiedesse nello stomaco. Trascurando la gravità della patologia, gli prescrisse una dieta proibitiva a base di alici con un pezzo di pane al giorno, per ridurre l'afflusso di sangue allo stomaco. Non esitò a praticare dei salassi e a ridurre le dosi di laudano di cui il poeta faceva abitualmente uso, temendo che avrebbe potuto procurarsi inconsapevolmente un'overdose. Nonostante Keats fosse molto contento delle premure del dottore, morì prematuramente il 23 febbraio del 1821 a causa di un'emorragia polmonare; recenti indagini sostengono, addirittura, che la terapia di Clark abbia accelerato il decorso della patologia.
Durante i suoi viaggi estivi in Europa, Clark si dedicò allo studio delle proprietà benefiche delle acque termali visitando alcune delle più celebri Spa in Italia, Francia e Germania. Entrò in contatto con molti degli aristocratici dell'epoca, tra cui il principe Leopoldo I, (più tardi re del Belgio). A Carlsbad (oggi Karlovy Vary) costui trovò il medico intento ad analizzare le acque e, affascinato dai suoi studi, lo elesse, al suo ritorno a Londra, medico alla corte di Hannover, al posto del fidato dottor Stockmar.
Nel 1822 pubblicò la Lettera al Prof. Tommasini intorno alle sue Osservazioni sulla Scuola Medico-clinica di Edimburgo, in risposta alle critiche di Giacomo Tommasini nei confronti della medicina inglese e scozzese.
Clark ritornò definitivamente a Londra nel 1826, dove fu nominato Licentiate presso il Royal College of Physicians (dal 1820 deteneva la posizione di Extra Licentiate) e medico ordinario al St. George's Infirmary. Nel 1829, mettendo a frutto anni di ricerche sul clima e sulla tisi, produsse quello che venne poi definito "il suo lavoro migliore": The Influence of Climate in the Prevention and Cure of Chronic Diseases, more particularly of Chest and Digestive Organs. Quest'opera, primo trattato in lingua inglese sull'argomento, riscosse un indicibile successo presso la società scientifica londinese. Clark divenne famoso per l'uso terapeutico delle acque termali e per la cura singolare con cui stilava le sue prescrizioni: grazie alla sua consolidata esperienza, selezionava personalmente i farmaci da somministrare e ne calcolava con precisione maniacale le concentrazioni, in modo che essi non risultassero sgradevoli al paziente.
Nel 1832 fu eletto Fellow of the Royal Society.

### Medico di corte

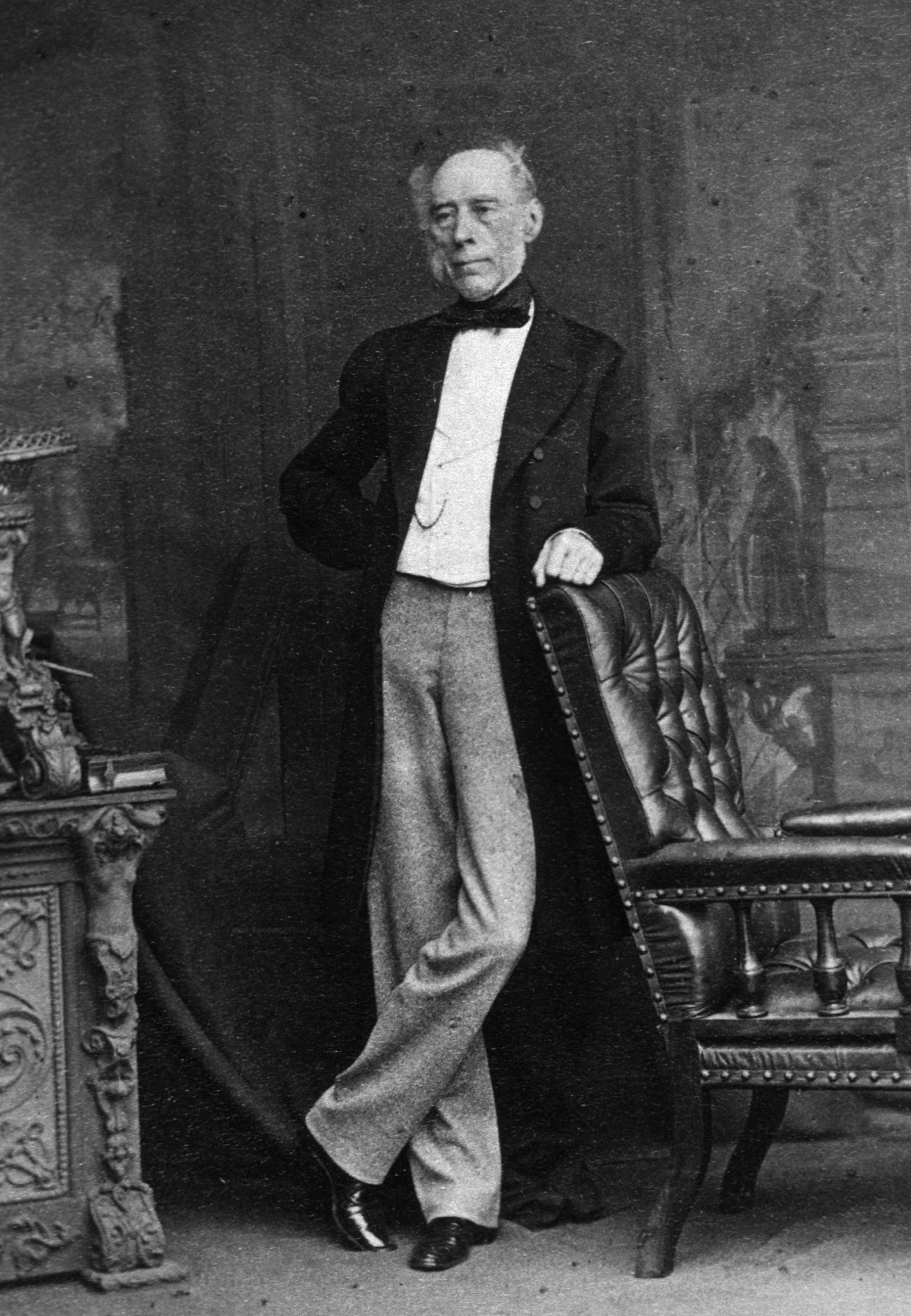
Una fotografia di James Clark

Alla morte del vecchio dottor Matson, nel 1834, dietro raccomandazione di Leopoldo I, ormai re, Clark divenne il nuovo medico personale della duchessa di Kent e di sua figlia, la principessa Vittoria, allora quindicenne ed erede al trono. Fu un momento molto produttivo per i suoi studi: nel 1835 scrisse il trattato in otto volumi A Treatise on Pulmonary Consumption, Comprehending an Inquiry into the Causes, Nature, Prevention, and Treatment of Tuberculous and Scrofulous Diseases in General, consolidando il successo ottenuto in quegli anni. Al contempo, riuscì ad entrare nelle grazie della principessa: negli anni in cui tutta la nazione era in fervida attesa della successione al trono, Clark divenne per la futura regina un solido appoggio ed un leale consigliere, e tale sarebbe rimasto per tutta la vita. L'11 novembre 1837 Vittoria salì al trono e non esitò a nominare James Clark medico ufficiale della Regina e baronetto di St. George's Hanover Square (Londra), portandolo all'apice della sua carriera. Lo stesso accadde a John William Fisher, chirurgo britannico del 1800, anch'egli nato nel 1788, il quale ottenne la nomina di cavaliere per i suoi meriti professionali dalla Regina Vittoria a Osborne il 2 Settembre 1858. Nel 1838, inoltre, Clark entrò a far parte del Senato della University of London.
Nel 1839 fu presentato a Sir Clark il caso scottante di Lady Flora Hastings: una nobile gaudente, non sposata, vittima dei rumori di palazzo che vociferavano fosse incinta di un tale Sir Joseph Conroy.
La donna lo aveva già consultato nel gennaio di quell'anno per un rigonfiamento all'addome e, pur avendo seguito pedissequamente la terapia a base di rabarbaro e canfora prescrittale dal dottore, le dimensioni del turgore crebbero nelle settimane successive. Tuttavia, durante la prima visita, il medico non esaminò direttamente la tumefazione, ma si limitò ad un'osservazione indiretta. Visto il peggioramento delle condizioni della paziente, le propose di effettuare un esame palpatorio, ma lei si ritrasse con veemenza, ritenendolo indelicato e sconveniente. Questo atteggiamento apparentemente sospettoso spinse Sir Clark ad assecondare le dicerie di corte e la notizia, sulle bocche indiscrete di Louise Lehzen e Lady Tavistock, acerrime nemiche di Flora, fece il giro di Buckingham Palace.
La regina non avrebbe riammesso Lady Flora a palazzo fin quando non fosse emersa la verità circa la questione, lo scandalo ormai dilagava e l'unico a poter emanare il verdetto ufficiale era il medico di corte che, dopo aver chiesto alla donna se fosse segretamente sposata, avanzò nuovamente la proposta di una visita approfondita. Dopo un primo rifiuto, Lady Flora acconsentì, a patto che fosse esaminata privatamente da Sir Charles Manfield Clarke, medico ufficiale della casata Hastings. Alla fine fu visitata da entrambi, i quali decretarono unanimemente che non vi erano tracce di gravidanza attuale o antecedente.
Lady Flora fu acclamata come un'eroina integerrima, mentre l'opinione pubblica si impegnava ad inveire violentemente contro Clark, accusato di aver infangato la reputazione della nobildonna. Cominciarono a fiorire numerosi pamphlets diffamatori: in The Court Doctor Dissected, anonimo, veniva definito "l'ultimo custode affidabile dell'onore di una donna" e "volgare strumento di corte". Divenne addirittura il protagonista di un poemetto, sempre anonimo, intitolato The Palace Martyr, che ebbe un discreto successo. Nonostante la casata Hastings esigesse delle scuse pubbliche e il licenziamento di Sir James Clark, la regina non cacciò il suo medico personale.
La situazione non volse a favore di Lady Flora: nei mesi successivi diventò spaventosamente magra, perse i capelli e non riuscì più ad alzarsi dal letto. La regina si era recata in visita da lei qualche giorno prima della morte, e scrisse sul suo diario:
(Vittoria Del Regno Unito)
Le circostanze misteriose del caso spinsero il direttore del Lancet, un illustre rivista medica dell'epoca (e attualmente una delle big six della medicina), a richiamare Clark per una dichiarazione dettagliata sulle osservazioni della patologia. Egli affermò a malincuore di non essere stato in grado di valutare la natura della malattia e di aver riconosciuto la superficialità della sua diagnosi. Tuttavia aggiunse che i sintomi apprezzati, presi singolarmente senza alcun esame aggiuntivo, avrebbero indicato, nella maggioranza dei casi, la gravidanza di cui dubitava.
Le parole del medico parvero ragionevoli e il Lancet sentenziò che:
(The Lancet)
L'autopsia richiesta dalla famiglia Hastings confermò la verginità della donna e rilevò che il fegato era ingrossato, così come le ghiandole. Probabilmente aveva sofferto per anni di tubercolosi addominale, che aveva causato la tumefazione.

### Il caso William Farr

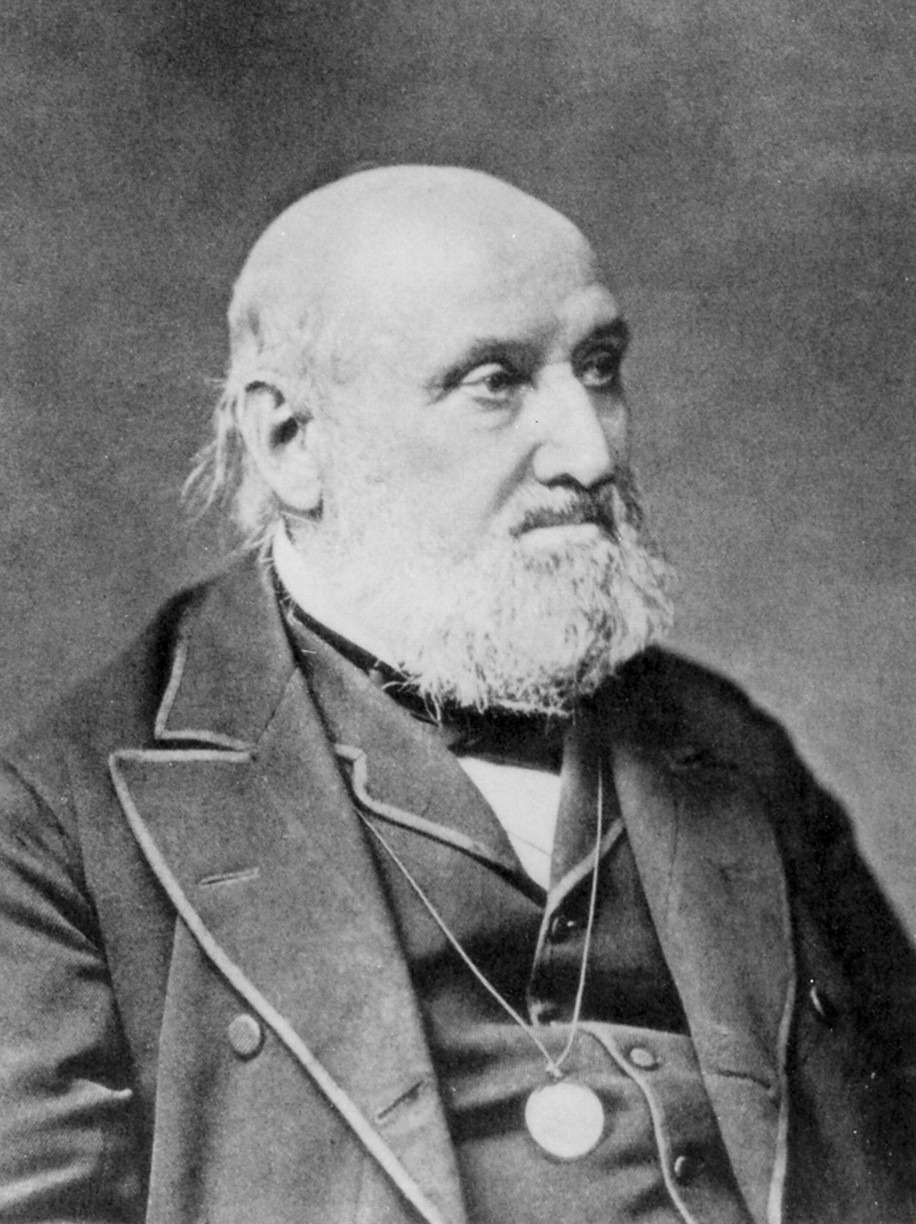
William Farr

Nel 1841 Clark pubblicò The Sanative Influence of Climate: with an account of the best places of resort for invalids in England, the South of Europe &c: un vero e proprio compendio di proposte e consigli relativi alle località più salubri e caratteristiche d'Europa, alla luce delle sue esperienze di viaggio consolidate negli anni. Quest'opera è, probabilmente, la più espressiva mai composta dal medico. Eppure, nonostante fosse reduce da una formazione giuridica, egli non si era mai distinto per una notevole abilità scrittoria: spesso, infatti, aveva serie difficoltà a codificare sulle righe ciò che aveva ben chiaro in mente. In quest'operazione fu assistito più volte dal londinese William Farr, uno studente di medicina di umili natali affascinato dalla statistica.
Nel 1839 la moglie di Farr morì di tubercolosi polmonare, sotto lo sguardo impotente di Clark che, commosso, decise di finanziare gli studi matematici del giovane, non immaginando che avrebbe scoperto in lui uno dei padri fondatori della statistica medica. Nel tempo libero Farr studiava le relazioni tra morte, fattori di rischio e morbosità incidente, cercando di dedurne criteri matematici generali da poter applicare a qualunque indagine. Clark rimase strabiliato da come, talvolta, le sue previsioni probabilistiche si avverassero, e perciò lo raccomandò al General Register Office for England and Wales, dove ottenne un posto con un salario di 350£ annui. Lo stesso anno entrò a far parte della Statistical Society of London raggiungendo, nel corso degli anni, la carica di presidente.
Tra i suoi lavori più importanti figurano la ricerca delle cause di contagio del colera, e uno studio sulla relazione tra salute e matrimonio, in cui dimostrò che i soggetti non sposati (o vedovi) sono più inclini ad ammalarsi. Farr ricevette la medaglia d'oro dalla British Medical Association per il suo lavoro nel campo della biostatistica e fu eletto Companion dell'Order of the Bath nel 1880.

### Il matrimonio della regina
Nel 1840 furono celebrate le nozze tra la regina Vittoria e Alberto di Sassonia-Coburgo-Gotha, con la benedizione di re Leopoldo I (zio del principe consorte). Nonostante in seguito alla vicenda di Lady Flora Clark non godesse di buona fama, la regina pregò il marito di nominarlo proprio medico personale, per risollevarne le sorti dopo le ingiurie subite a corte. Alberto acconsentì: il dottore si trasferì a Birkhall in Aberdeenshire, ma continuò ad esercitare l'attività nel suo studio in Upper East Brook, a Londra, dove, a partire dal 1854, avrebbe visitato numerose volontarie che desideravano unirsi al gruppo di infermiere capitanato da Florence Nightingale e diretto in Crimea. La figura della "donna con la lampada" e la grandiosità del suo progetto suscitavano in lui un fascino incontenibile, al punto da trasmettere la sua ispirazione allo stesso Alberto, il quale non esitò, molto più spesso della moglie, a schierarsi a favore della riforma Nightingale. Lo stesso Clark affermava che un centro per la formazione delle infermiere sarebbe stato "una benedizione per tutta la nazione e, senza dubbio, sarebbe divenuto il capofila e il modello di molte e altre simili istituzioni in tutto il Paese."
Nel 1843, sull'onda di questo entusiasmo, pubblicò Remarks on medical Reform, in a letter addressed to Sir James Graham, versione ampliata di una bozza risalente al 1812. In essa Clark riteneva che dovessero esistere due tipi di qualifiche mediche: quella di Bachelor of Medicine (MB), per i medici praticanti in generale, e quella di Medicinae Doctor (MD), per gli insegnanti e i professionisti di alto livello, entrambe rilasciate da un'istituzione comune. Nonostante le lievi differenze tra le due edizioni, entrambe concordano sulla critica delle università dell'epoca, accusate di offrire una preparazione inadeguata e oltremodo sopravvalutata.

Erano frequenti le occasioni in cui Sir Clark poteva mettere a servizio del trono le sue conoscenze sul clima, anche se solo per stabilire i luoghi di villeggiatura della famiglia reale. Nel 1848 la regina stava trascorrendo le vacanze estive vicino Loch Laggan, sulle piovose alture scozzesi, e non sembrava particolarmente soddisfatta. Chiese dunque consiglio al medico, il quale aveva da poco ricevuto una lettera entusiastica dal figlio John, che si trovava a pescare sulle rive sabbiose del fiume Dee, nei pressi di un paesino chiamato Balmoral, in Aberdeenshire. 

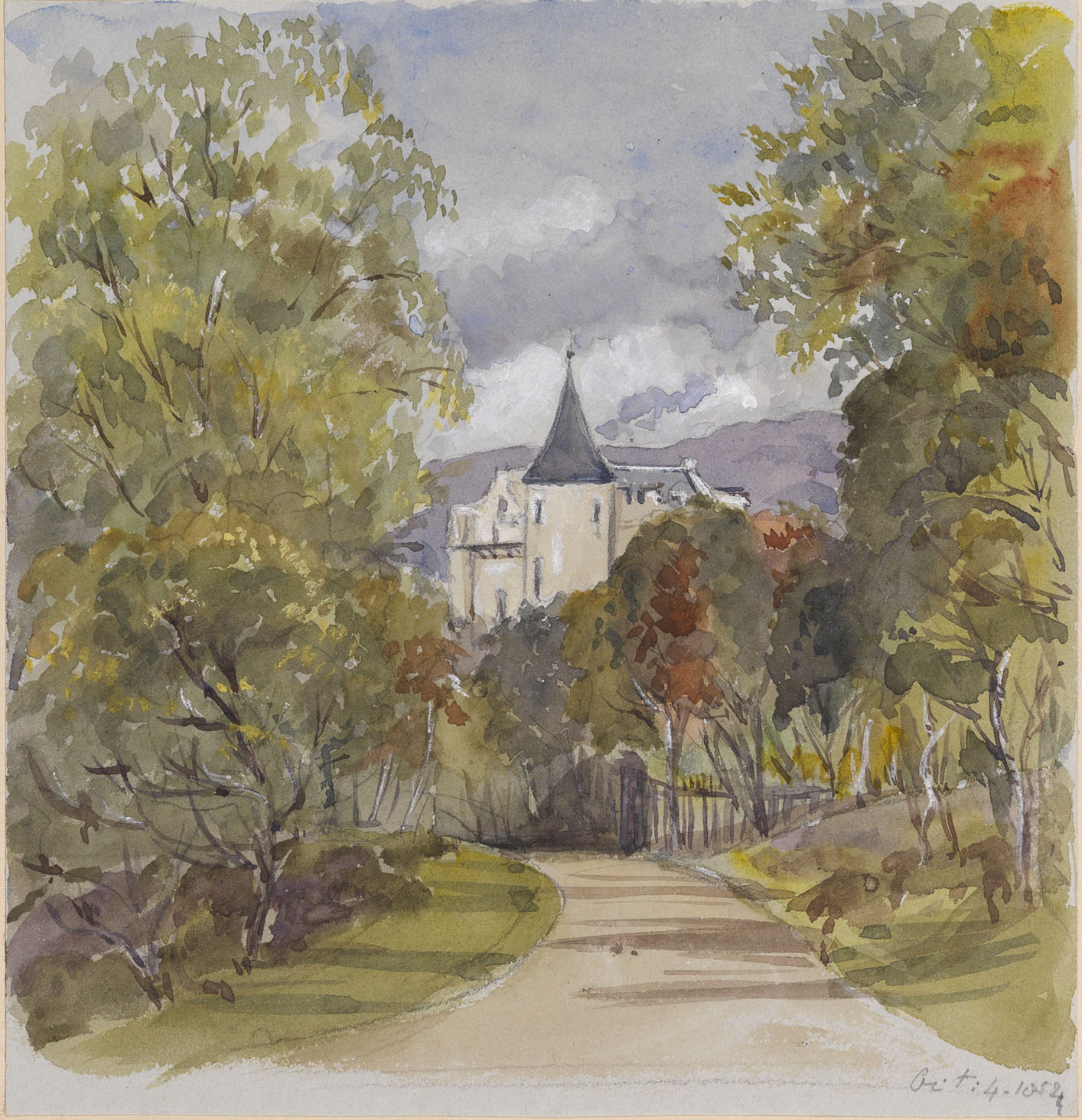
Il castello di Balmoral raffigurato in un acquerello della regina Vittoria durante i lavori di ampliamento.

Era un posto sereno e attraversato da brezze rinfrescanti: la regina rimase affascinata dai suoi racconti e decise di recarvisi. La famiglia reale pernottò nel celebre Castello di Balmoral: Alberto ne rimase così soddisfatto che decise di ristrutturare ed ampliare l'edificio avvalendosi dell'architetto William Smith. La prima pietra fu deposta dalla regina stessa nel 1853, e nel 1856 i lavori furono conclusi. Ella scrisse nel suo diario:
(Vittoria del Regno Unito)
Insieme a Sandringham House, il Castello di Balmoral è ancora oggi una delle residenze private della Regina.
Tuttavia, non sempre Clark ebbe successo nelle sue "prescrizioni" turistiche: la regina desiderava una residenza sull'Isola di Wight, in un piccolo paese di nome Osborne. Il medico lo riteneva umido e poco idoneo alle esigenze di Sua Maestà, ma il principe Alberto si oppose facendo prevalere il suo punto di vista. Vittoria trascorse ad Osborne molti momenti felici, e vi morì il 22 gennaio 1901.
Nel 1853 Sir Clark assistette all'ottavo parto della regina e in quell'occasione convocò il celebre John Snow, il quale provvide a somministrare del cloroformio in qualità di anestetico a Sua Maestà e assistette all'espulsione del feto. Il piccolo Leopoldo nacque senza difficoltà, e la madre sembrava essere decisamente rilassata e gratificata per l'effetto del medicinale. Nonostante il successo dell'antidolorifico, il Lancet si scagliò violentemente contro Snow e Clark, accusandoli di non aver considerato la pericolosità del farmaco per il bambino. Tuttavia, le critiche furono smentite e il medico non esitò e ripetere il trattamento anche in occasione della nascita di Beatrice, nona ed ultima figlia della regina.
Quando nel 1856 Florence Nightingale, affetta da una forma cronica di brucellosi, fu costretta a ritirarsi dal campo di battaglia, venne ospitata da Sir Clark nella sua residenza a Birkhall, sulle sponde del fiume Dee. Una volta recuperate le forze, fu trasportata a Balmoral, dove il medico di corte ebbe modo di presentarla direttamente alla famiglia reale: la regina mostrò notevole interesse per le sue proposte circa le riforme sanitarie, mentre il principe Alberto rimase letteralmente catturato dai discorsi della donna sugli enormi difetti degli ospedali militari del tempo.

### Il ritiro e la morte

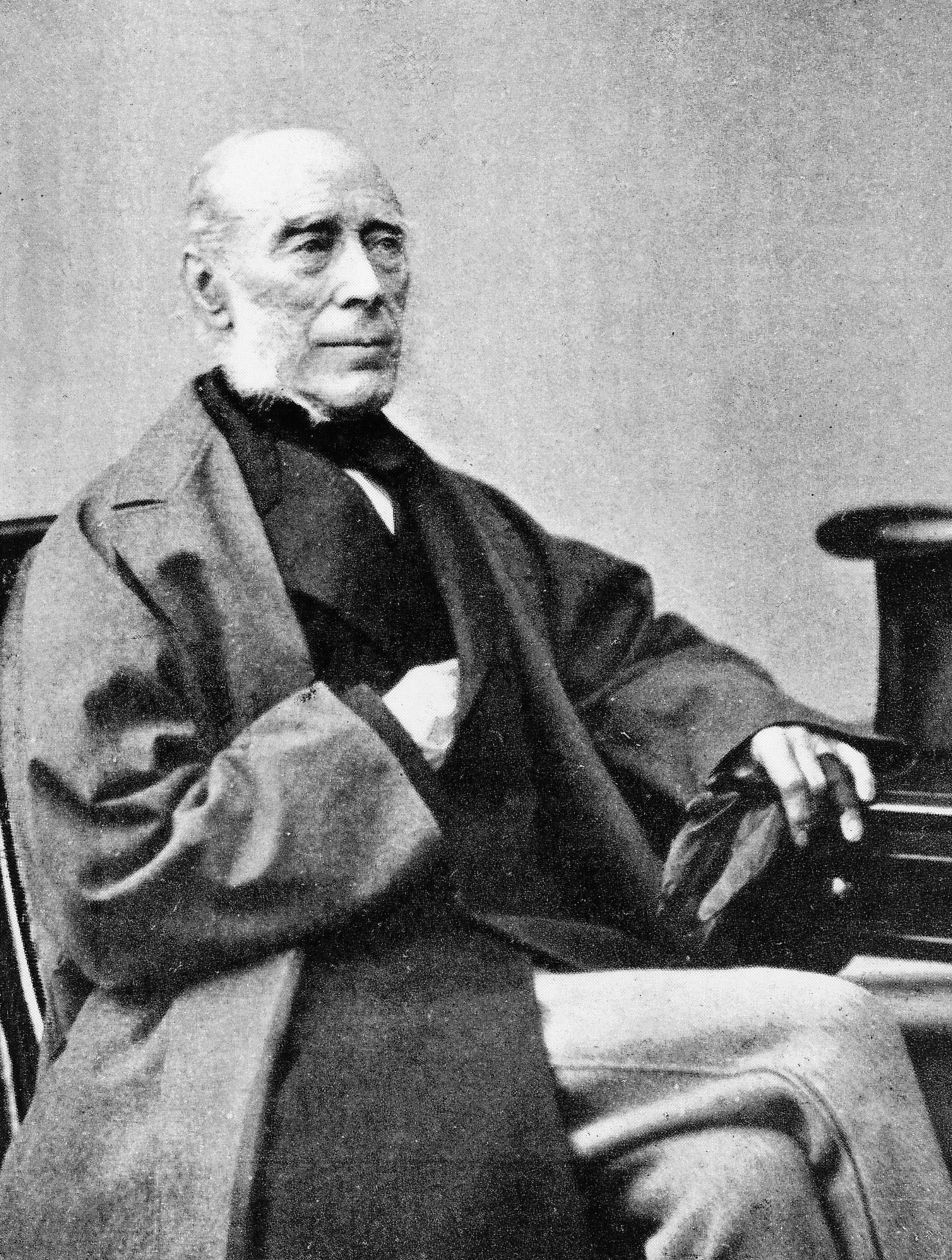
James Clark in età avanzata

Dopo ventiquattro anni da archiatra di palazzo, Sir Clark divenne una delle figure più potenti dello Stato, e uno dei riferimenti principali sia della politica di corte, che della comunità scientifica del tempo, grazie al suo temperamento mite e saggio. Si disse, addirittura, che la sezione medica della University of London riconoscesse a lui la sua organizzazione interna e la sua funzionalità, grazie alle decennali collaborazioni col Senato universitario. Senza contare il ruolo fondamentale ricoperto nella fondazione del Royal College of Chemistry nel 1845 e i contributi profusi in favore del General Medical Council dal 1858 al 1860.
All'età di settanta anni, Sir Clark inizio a ritirarsi gradualmente e designò, dopo molti ripensamenti, il dottor William Baly come proprio successore. Costui, convocato ad Osborne dalla regina in persona, raggiunse la stazione ferroviaria proprio quando il treno era in partenza; data l'importanza della sua commissione, riuscì a farlo fermare, guadagnandosi, tuttavia, un posto nel vagone merci. Quella stessa mattina il treno deragliò, e William Baly fu l'unica vittima dell'incidente.
In quello stesso periodo, la salute del principe Alberto cominciava ad essere minata da numerosi acciacchi e preoccupazioni. Già dal 1859 soffriva di violenti crampi allo stomaco e, durante un viaggio a Coburgo nel 1860, saltò da una carrozza in corsa per evitare che i cavalli imbizzarriti si schiantassero. L'anno successivo re Pietro V e principe Ferdinando del Portogallo, suoi cugini, morirono di febbre tifoide, e il figlio Edoardo fu coinvolto in uno scandalo per la relazione segreta con l'attrice dublinese Nellie Clifden. Nonostante manifestasse difficoltà a dormire e numerosi reumatismi, Alberto non si concesse pause: continuò a curarsi delle riforme politiche in atto e riuscì ad evitare il conflitto con gli Stati Uniti ricoprendo un ruolo fondamentale nel celebre Trent Affair,  un incidente diplomatico innescato dal sequestro di due confederati americani a bordo della nave britannica Trent.
A partire dal dicembre 1861, i suoi sintomi degenerarono in influenza cronica e Sir Clark decise di convocare a corte William Jenner, considerato, all'epoca, il medico più esperto di febbre tifoide in tutta Europa. La temperatura non accennava a scendere e, in assenza di un termometro clinico, l'apprezzamento qualitativo risultava inefficace a contrastare l'inesorabile avanzare della malattia, così come i farmaci che venivano periodicamente somministrati al principe.
Le sue precarie condizioni portarono i due medici a sospettare che si trattasse di tifo ma la regina, memore dell'orrore suscitato da quel morbo nel marito, fece chiamare, dietro insistenza di Lord Palmerston, altri due specialisti: Sir Henry Holland e il dottor Watson.  Sir Clark riteneva che i sintomi non fossero particolarmente gravi, ma un'improvvisa ed inaspettata congestione polmonare che colse Alberto nella Blue Bedroom del Castello di Windsor lo spinse a confermare la diagnosi di febbre tifoide. La circolazione crollava giorno per giorno e il principe consorte, con la mano sinistra, ormai fredda e stretta da quella della regina, spirò il 14 dicembre 1861.
Degli studi moderni hanno appurato che Alberto si era ammalato circa due anni prima, e che perì a causa di un cancro ai polmoni.
La carriera di James Clark volse irrimediabilmente al termine: lasciò il suo posto al brillante William Jenner e si ritirò a Bagshot Park, in Surrey, in una casa concessagli dalla regina. Lì, solo (la moglie Barbara scomparve nel 1862) ed incalzato da una bronchite cronica, morì il 29 giugno 1870 e fu sepolto pochi giorni dopo nel cimitero di Kensal Green.
La sua ultima pubblicazione risale al 1869: A memoir of John Conolly, M. D., D. C. L., comprising a sketch of the treatment of insane in Europe and America, un memoriale in onore di John Conolly, suo amico e psichiatra, noto per i contributi profusi nella lotta contro la demenza.
Il titolo nobiliare venne ereditato dal figlio John, di cui si hanno scarse notizie: certo è che pubblicò un unico libro, The Guidwife of Tillypronie, dedicato alla regina Vittoria. Sarebbe diventato il suo ricettario preferito.

## Opere principali
- Medical Notes on Climate, Diseases, Hospitals and Medical Schools in France, Italy, and Switzerland, Comprising an Inquiry into the Effects of a Residence in the South of Europe in Case of Pulmonary Consumption and illustrating the present state of medicine in those countries (1820)
- Lettera al Prof. Tommasini intorno alle sue Osservazioni sulla Scuola Medico-clinica di Edimburgo (1822)
- The Influence of Climate in the Prevention and Cure of Chronic Diseases, more particularly of Chest and Digestive Organs (1826)
- A Treatise on Pulmonary Consumption, Comprehending an Inquiry into the Causes, Nature, Prevention, and Treatment of Tuberculous and Scrofulous Diseases in General (1835)
- The Sanative Influence of Climate: with an account of the best places of resort for invalids in England, the South of Europe &c (1841)
- Remarks on Medical Reform, in a Letter Addressed to Sir James Graham (1843)
- A memoir of John Conolly, M. D., D. C. L., comprising a sketch of the treatment of insane in Europe and America (1869)